# Caloplaca marina
Caloplaca marina hay địa y vảy cam là một loài địa y dạng giống bột mịn. Caloplaca marina có phân bố rộng, mọc trên bờ đá hoặc bờ tường. Trong tiếng Hy Lạp, "calos" có nghĩa là "đẹp" còn "placa" có nghĩa là "lá chắn". Do vậy, caloplaca có nghĩa là "lớp vảy đẹp".